# Bakarste Skagsnebb
De Bakarste Skagsnebb is een berg behorende bij de gemeente Lom in de provincie Oppland in Noorwegen. De berg, gelegen in Nationaal park Jotunheimen, heeft een hoogte van 2093 meter.
De Bakarste Skagsnebb is onderdeel van het gebergte Jotunheimen.